# Шевченко, Евдокия Кирилловна
Евдокия Кирилловна Шевченко (род. 01.07.1940) — оператор машинного доения колхоза «Заря» Бородянского района Киевской области, полный кавалер ордена Трудовой Славы (1991).

## Биография
Родилась 1 июля 1940 года в селе Сухая Маячка Новосанжарского района Полтавской области Украинской ССР (ныне – Украина). Украинка
Её отец погиб на фронте во время Великой Отечественной войны. Вместе с матерью переехала в село Загальцы Бородянского района Киевской области
Работала приёмщиком молока, учётчицей молочно-товарной фермы, оператором машинного доения колхоза «Заря» Бородянского района Киевской области Украинской ССР
Указами Президиума Верховного Совета СССР от 16 декабря 1980 года и от 5 декабря 1985 года Шевченко Евдокия Кирилловна награждена орденами Трудовой Славы 3-й и 2-й степени
Указом Президента СССР от 8 августа 1991 года за достижение высоких результатов в увеличении производства и продажи сельскохозяйственной продукции на основе применения интенсивных технологий и передовых методов организации труда Шевченко Евдокия Кирилловна награждена орденом Трудовой Славы 1-й степени. Стала полным кавалером ордена Трудовой Славы
Живёт в селе Загальцы Бородянского района Киевской области (Украина).

## Награды
Награждена орденами Трудовой Славы 1-й, 2-й, 3-й степеней:
3 ст. 16.12.1980 № 450279
2 ст. 05.12.1985 № 25382
1 ст. 08.08.1991 № 930
- медалями, в том числе медалями ВДНХ СССР, знаками «Ударник пятилетки», «Победитель социалистического соревнования»[1].